# مدال آزادسازی پراگ
مدال آزادسازی پراگ (به روسی: Медаль За освобождение Праги) یک مدال جنگی اتحاد جماهیر شوروی سوسیالیستی در جنگ جهانی دوم که در ۹ ژوئن ۱۹۴۵ بنا شده‌است و برای مشارکت‌کنندگان نظامی و غیرنظامی که برای آزادسازی پراگ در مقابل نیروهای آلمان نازی جنگیدند به وجود آمده‌است.